# فرودگاه کوترال کو
فرودگاه کوترال کو (به انگلیسی: Cutral Có Airport) (به زبان بومی: Aeropuerto de Cutral Có) یک فرودگاه با کد یاتا CUT است . این فرودگاه در شهر نئوکن کشور آرژانتین قرار دارد .